# 大堀太千男
大堀 太千男（おおほり たちお、1933年〈昭和8年〉3月3日 - 2016年〈平成28年〉7月7日）は、日本の官僚。元警視総監。元阪神高速道路公団理事長。

## 略歴
- 1955年（昭和30年）3月 東京大学法学部卒業
- 警察庁警務局付
- 1976年（昭和51年）1月23日 宮内庁長官官房総務課長
- 1978年（昭和53年）8月7日 警察庁警務局人事課長
- 1979年（昭和54年）11月17日 警視庁総務部長
- 1981年（昭和56年）8月21日 警察庁刑事局審議官
- 1982年（昭和57年）8月23日 警察庁刑事局保安部長
- 1983年（昭和58年）8月22日 神奈川県警察本部長
- 警察庁警務局付
- 1984年（昭和59年）9月26日 警視庁副総監
- 1985年（昭和60年）8月27日 警察庁警務局長
- 1988年（昭和63年）1月22日 警視総監
- 1990年（平成2年）12月18日 退官
- 1992年（平成4年）9月1日 阪神高速道路公団理事長
- 1994年（平成6年）5月1日 阪神高速道路公団理事長（再任）
- 1995年（平成7年）9月1日 同退任
- 1995年（平成7年）11月20日 運輸審議会委員
- 1998年（平成10年）11月20日 運輸審議会委員（再任）
- 2000年（平成12年）7月5日 同依願退任
- 2003年（平成15年）4月29日 勲二等旭日重光章受章
- 2007年（平成19年）6月 コナミ株式会社監査役
- 2016年（平成28年）7月7日 死去。83歳没。 同日付で叙正四位

## 註
1. ↑  元警視総監・大堀太千男さん死去 朝日新聞 2016年7月7日閲覧

| スタブアイコン | サブスタブ | この項目は、まだ閲覧者の調べものの参照としては役立たない、人物に関連した書きかけの項目です。この項目を加筆・訂正などしてくださる協力者を求めています（P:人物伝/PJ:人物伝）。 |